# Арчер
Арчер (англ. Archer) — американський телевізійний мультсеріал для дорослих, створений Адамом Рідом, виробництва студії 70/30 Productions спеціально для телеканалу FX в 2009 році.
Рейтинг мультсеріалу — TV-MA .

## Сюжет
Дія анімаційної комедії Archer розгортається навколо працівників міжнародного шпигунського агентства ISIS (англ. International Secret Intelligence Service, в локалізації — ІНМБ), будівля якого розташована у Нью-Йорку. Протягом усього серіалу дана організація знаходиться у стані постійної фінансової кризи, а репутація її давно зіпсована. Багато в чому завдяки її провідному агенту — Стерлінгу Арчеру, який попри достатньо високий рівень технічної підготовки, завдяки своїй безвідповідальності перетворює кожне чергове завдання в фарс. Навіть попри це, Арчер вважається найнебезпечнішим шпигуном у світі, відомим своєю пристрастю до жінок і випивки, неймовірною самозакоханістю і не надто мужнім позивним «Герцогиня».
На службі Стерлінгу доводиться миритися зі своєю ексцентричною матусею Мелорі, колишньою подружкою Ланою, стурбованою секретаркою Шеріл та іншими мешканцями найжахливішого шпигунського агентства у світі. Завдяки суперечкам всередині колективу, власним комплексам та просто некомпетентності навіть в елементарних речах, команда агентства регулярно потрапляє в карколомні ситуації. На подоланні подібних перешкод і побудовано сюжет серіалу.

## Місце дії
Оточуючий світ в мультсеріалі витриманий в стилістиці 60-70-х рр. ХХ століття. Щоправда, чимало фактів вказують на те, що події розгортаються в альтернативній версії історії або ж автори застосовують їх для створення додаткового комічного ефекту. Так, агентам ІНМБ протистоїть КДБ, а Радянський Союз все ще існує. Проте, на політичній карті світу, що висить в агентстві, Україна, Білорусь та країни Балтії позначені кольором відмінним від СРСР. Крім того, в одній з серій, Туркменістан згадується як незалежна країна.
Зовнішній вигляд персональних комп'ютерів та автомобілів відповідає духу епохи. Разом з тим, герої широко застосовують мобільні телефони зразка початку ХХІ ст. , а рівень технологій дозволяє реалізувати часом фантастичні речі — кібернетичні імплантати, космічну станцію зі штучною гравітацією, глибоководний дослідницький центр тощо. Крім того, персонажі регулярно використовують посилання на об'єкти сучасної поп-культури.

## Основні персонажі
Стерлінг Мелорі Арчер — головний герой серіалу, неодноразово згадується як найнебезпечніший шпигун у світі. Персонаж створювався як пародія на героїв шпигунських романів, особливо — Джеймса Бонда, тому риси його характеру доведені до абсурду. Арчер невиправний егоїст, шовініст та цинік. Рівень його шпигунської підготовки високий, але непомірна тяга до спиртного, жінок та розкошів поряд з банальною інфантильністю практично завжди призводять до ситуації, коли поставлені йому завдання знаходяться на грані краху. Разом з тим, в критичних ситуаціях, коли Арчер перестає корчити дурня (що буває дуже рідко), він може проявити дійсно неординарні здібності, які підтверджують його звання найнебезпечнішого агента. Але найчастіше тільки збіг обставин та сліпа вдача рятують його від повного фіаско. Єдине, що втримує його на посаді польового агента ІМНБ — це те, що директор агентства його матір. На перший погляд Арчер може здатися черствим та вузьколобим, але це є не більше, ніж наслідком його комплексів, пов'язаних з непростим дитинством та деспотизмом матері. Дитячі ж комплекси спонукають його регулярно знущатися над оточуючими, особливо над бухгалтером Сірелом. Хоч сам Арчер ніколи цього не визнає, він здатен і на добрі вчинки та навіть самопожертву. Попри те, що Стерлінг може справляти враження неосвіченого бовдура, він володіє справді енциклопедичними знаннями в різних галузях, що неодноразово демонструє. Любить тварин, особливо небайдужий до представників родини котячих. Три найбільших страхи: алігатори, крокодили та аневризма. Головною запорукою успішного виконання завдання вважає використання окулярів нічного бачення та чорної водолазки. Зокрема, відмовляється знешкоджувати вибуховий пристрій, попередньо не перевдягнувшись в цей елемент одягу, а використання водолазки іншими персонажами сприймає за особисту образу. Користується різноманітною зброєю, але, як і його прообраз Джеймс Бонд, при собі часто має Walther PPK.
Мелорі Арчер — директор ІМНБ та мати Стерлінга. Зверхня, цинічна та самозакохана не менше за свого сина. Не цурається расистських заяв. З останніх сил правдами і неправдами намагається отримати для агентства вигідний контракт, щоб поправити свої фінансові справи. З цією ж метою бажає знайти собі багатого нареченого. Як і Стерлінг, страждає алкоголізмом. Має схильність до періодичних істерик, які найчастіше є спектаклем, оскільки по натурі своїй — типова залізна леді з величезним револьвером Smith & Wesson Model 629 в сумочці, який не гребує застосовувати за першої ж нагоди. В минулому — польовий агент, тому здатна на холоднокровне вбивство та хитрі інтриги. Крутила роман з головою КДБ. Не впевнена щодо батьківства Арчера, оскільки, принаймні, три чоловіка на це претендують. Через шпигунську молодість практично не приділяла часу вихованню Арчера і нічого в цьому не розуміє, тому багато в чому вона відповідальна за його психічний стан. Хоча, попри взаємний сарказм і майже відкриту зневагу, глибоко в серці любить Стерлінга. Щоправда, це не заважає їй часто з нього знущатись. Наприклад, кодове ім'я Арчера «Герцогиня» — це кличка її улюбленої собаки. Відкинула ім'я Реджинальд як друге ім'я Арчера, сказавши, що воно занадто дівоче. Натомість, використала власне — Мелорі. Засобом фізичного покарання Стерлінга в дитинстві використовувала ракетку для пінг-понга. З невідомих причин для Арчера це стало своєрідним фетишом, який перетворився у невід'ємну частину його сексуальних ігор.
Лана Ентоні Кейн — напарниця та колишня дівчина Арчера. Об'єкт його постійних домагань. Розірвала з ним стосунки через інфантильність Стерлінга та його неспроможність вийти з-під впливу матері. Зневажає Арчера через його безвідповідальність та несерйозне ставлення до роботи, попри це іноді в неї викликає захоплення його вміння виходити сухим з води в найскладніших ситуаціях. Напевно, найкомпетентніший агент команди, який, тим не менше, часто стає заручником ситуації через дії інших персонажів. Зокрема, стараннями Арчера їй регулярно доводиться виконувати бойові операції напівоголеною. На щастя, фігура дозволяє. Через високий зріст і аномально сильні руки постійно страждає від прізвиськ на кшталт Жираф, Страус чи Халк, хоча й залишається найбільш бажаною жінкою агентства. Попри непрості стосунки, які часом доходять до відкритої ворожнечі, між нею та Арчером все ще є почуття. В минулому готувалась до отримання ступеня доктора наук та брала активну участь в екологічних пікетах, де її й завербувала Мелорі. Озброєна парою Intratec TEC-9, модифікованих для ведення автоматичного вогню.
Сірелл Фіггіс — бухгалтер ІМНБ. Через роман з Ланою є об'єктом постійних знущань з боку Арчера. Талановитий фінансист, якому вдається втримувати агентство на плаву, попри астрономічні витрати сімейства Арчерів. Як польовий агент проявив себе вмілим стратегом та тактиком, але його ахіллесовою п'ятою залишаються слабка фізична підготовка та катастрофічне невміння поводитися зі зброєю. Непогано показав себе як пілот космічного шаттла. Попри цілий ряд комплексів зумів одночасно підтримувати таємний інтимний зв'язок відразу з трьома жінками. Пояснює свій сексуальний апетит досі невідомим науці захворюванням.
Памела «Пем» Пуві — голова відділу кадрів та штатний психолог агентства. Невиправна пліткарка. Виросла на фермі та страждає надмірною вагою, за що регулярно отримує від колег саркастичні зауваження. Але помилковим є враженням, що вона нездатна за себе постояти. Вправна в рукопашному бою і навіть є членом бійцівського клубу, де досягла чималих успіхів. Періодично страждає від наркотичної залежності. Полюбляє попоїсти, але був період, коли вона існувала виключно на кокаїні. Разом з Якудзою брала участь в змаганнях з підпільного дрифтингу.
Доктор Крігер — місцевий аналог божевільного вченого. Попри звернення «Доктор» має вельми опосередковане відношення як до наукових ступенів, так і до медицини. Улюблені хобі — розваги зі штучним інтелектом у вигляді голограми японської аніме-школярки, проведення шокових боїв бомжів та створення генетичного гібриду людини і свині. Має загадкове відношення до нацистських вчених. За однією з версій — клон Гітлера. Принаймні — так схильні вважати його колеги. Майже домігся законного права одружитися на голограмі. Полюбляє проводити експерименти на своїх колегах. Найчастіше з використанням ЛСД. Власник фургона з аерографією.
Реймонд «Рей» Жіллет (зі слів його знайомого правильна вимова — Гіллет) — один з польових агентів ІНМБ. Спеціалізується на знешкодженні вибухівки та електронних пристроях. Відкритий гей і сертифікований священик. Бронзовий призер зимових олімпійських ігор. Родом зі штату Алабама, що відомий своєю гомофобією. Періодично з вини Арчера виявляється паралізованим нижче пояса через що дуже на нього ображається.
Керол (Шеріл, Крістал, Шарлін, Таня) Тант — секретар Мелорі. Любить часто змінювати своє ім'я. Має схильність до мазохізму, отримує задоволення від придушення, фізичної розправи та приниження під час статевого акту. Страждає цілим рядом психічних розладів, попри це дуже чітко оцінює навколишню ситуацію та чудово розуміє мотиви поведінки оточуючих, чим, на пару зі своєю просто кричущою прямотою, часто їх шокує. Є спадкоємицею статку в півмільярда доларів, але працює секретаркою, бо ненависть до агентства — це єдине, що змушує її вставати вранці з ліжка. Улюблене заняття — разом з Пем «зайцем» супроводжувати команду під час чергового завдання.
Вудхаус — слуга Арчера, хоча останній схильний вважати його своїм рабом. Герой війни. В стані афекту через смерть друга, власноруч знищив 50 озброєних німецьких солдатів з допомогою лише ножа, після чого зняв з них скальпи. За це був комісований з армії за станом здоров'я. Страждає від давньої героїнової залежності. Приймав пологи у Мелорі та фактично замінив Арчеру батька. Покірно терпить усі забаганки Стерлінга. Очевидно, володіє лише єдиним комплектом одягу, оскільки решту Стерлінг викинув з балкону через неправильно, на його погляд, зварену яєчню. Часто використовує фразу «Я принесу килим, сер», що, як правило, означає необхідність таємно винести з квартири Арчера черговий труп.